# Wau Holland

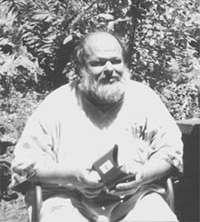
Während eines Besuchs bei Werner Pieper (Verlag Grüne Kraft) in Löhrbach, ca. 2000

Wau Holland (eigentlich Herwart Holland-Moritz; * 20. Dezember 1951 in Kassel; † 29. Juli 2001 in Bielefeld) war ein deutscher Journalist und Computer-Aktivist.

## Leben
Holland wurde in Kassel geboren und zog mit seiner Familie im Alter von zehn Jahren nach Marburg, wo er am Gymnasium Philippinum das Abitur machte und an der Philipps-Universität ein Studium der Informatik, Elektrotechnik und später Politik begann, aber nicht abschloss. Über linksalternative Kreise und die Umweltbewegung kam er zu einer Stelle bei einer „alternativen Computerfirma“.
Ab 1979 unterstützte Holland den Filmhistoriker Hans-Michael Bock mit dem Aufbau der filmografischen Datenbank Cinebase für CineGraph – Lexikon zum deutschsprachigen Film, das seit 1984 als Loseblattsammlung erscheint. 1983 betreute Holland den Lichtsatz eines der frühen ganz auf einem Computer (Osborne 1) erstellten Bücher (Roland Jaeger, Cornelius Steckner: Zinnober – Kunstszene Hamburg 1919–1933. Hamburg 1983, ISBN 3-924225-00-1).

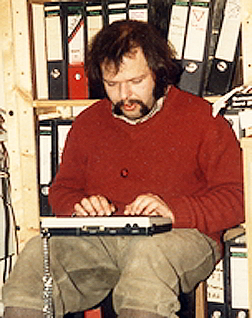
Holland in Hamburg, 1984

Holland gehörte 1981 zu den Gründern des Chaos Computer Clubs (CCC), einem der ältesten Hackerclubs. Ab 1983 arbeitete er als Kolumnist bei der Berliner Tageszeitung (taz), wo er regelmäßig über den entstehenden deutschen Computeruntergrund und die Mailboxszene berichtete.
Holland war Mitbegründer des Hackermagazins des CCC, Die Datenschleuder, das sich mit den Möglichkeiten globaler Informationsnetzwerke und schneller Computer beschäftigte und in den Anfangsjahren häufig Schaltpläne für selbstgebaute Modems enthielt (Datenklo). Das damalige Fernmeldeanlagengesetz verlangte, dass Modems eine Zulassung der Deutschen Bundespost besaßen; im Zweifelsfall wurde diese nur Modems erteilt, die die Bundespost selbst vermietete oder verkaufte. Billigere Hochgeschwindigkeitsmodems, wie sie beispielsweise in den USA gekauft werden konnten, waren verboten. „Das Anschließen eines Selbstbaumodems wurde härter bestraft als das fahrlässige Auslösen einer atomaren Explosion“, wie Wau Holland es im Rückblick ausdrückte.
1984 kam es auch zum sogenannten BTX-Hack. Vor geladenem Publikum und Fachpresse demonstrierten Wau Holland und Steffen Wernéry in der Nacht vom 16. auf den 17. November, wie sie mit einem Passwort der Hamburger Sparkasse (Haspa) immer wieder eine gebührenpflichtige Seite im Bildschirmtext (BTX) aufriefen. Das ging automatisiert über ein Programm, jeder Seitenaufruf kostete 9,97 DM. Innerhalb von 13 Stunden erzeugten die beiden einen Umsatz von 134.694,70 DM, der zu Lasten der Stadtsparkasse ging, im Anschluss aber an die Haspa zurückgezahlt wurde. Der Hack war als Proof of Concept gedacht und rückte das Thema Datensicherheit von BTX ins Licht der Öffentlichkeit. Wie sie das Passwort knackten, erzählte Wau während eines Vortrags, der im Dokumentarfilm Alles ist eins. Außer der 0. Dr. Waus Chaos Computer Film ausschnittsweise gezeigt wird.
Wau Holland war Funkamateur und führte das Amateurfunkrufzeichen DB4FA.
Nicht zuletzt durch Hollands Arbeit erwarb der CCC Bekanntheit und Anerkennung. Holland hielt Vorträge über Informationskontrolle im Regierungsumfeld und im Privatsektor, er kämpfte gegen Kopierschutz und alle Formen von Zensur sowie für eine freie Informationsinfrastruktur. Die Zensurbestimmungen einiger Regierungen verglich er mit dem Verhalten der katholischen Kirche im Mittelalter, Kopierschutzmechanismen betrachtete er als Produktfehler. In seinen letzten Jahren verbrachte er viel Zeit in einem Jugendzentrum in Jena, wo er Kindern sowohl die technische als auch die ethische Seite des Hackens nahebrachte.
Nach der politischen Wende 1989 wohnte Holland in Ilmenau und hielt an der Technischen Universität Ilmenau mit Gabriele Schade Vorlesungen zur Ethik in der Informatik (weshalb er sich selbst ironisch als Honorarprofessor bezeichnete). Er war eng mit Bernd Fix und Wolfgang Rudolph befreundet.

„Es geht darum, bestimmte Reste von informationeller Selbstbestimmung überhaupt noch zu haben. In den Niederlanden gibt es den Professor Barkin, und der hatte ein Buch geschrieben: 2008 Ende der Privatheit. Seine Vorstellung ist, wenn sich die Datenmaschinerie und die Kontrolle der Einzelnen dadurch, dass Dateien über sie angelegt werden, so weiterentwickelt, wie es jetzt absehbar ist, dann war die Vision von Orwell mit 1984 nur vom Datum falsch, aber nicht von der Struktur her. Ungefähr 2008 sind derartige Datenmengen verwaltbar, dass es letztlich keine Privatheit mehr
gibt. An der Stelle ist das Recht auf Privatheit zurückzugewinnen, dadurch dass man seine Nachrichten verschlüsselt.“

Wau Holland starb 2001 mit 49 Jahren in Bielefeld an den Folgen eines Schlaganfalls.
Mit der im Januar 2004 als gemeinnützig anerkannten Wau Holland Stiftung (WHS) sollen das Lebenswerk des Namensgebers der Öffentlichkeit zur Verfügung gestellt und Möglichkeiten geschaffen werden, die Projekte Hollands weiterzuführen.

## Film
- 2020: Alles ist eins. Außer der 0.  Dr. Waus Chaos Computer Film. Regie: Klaus Maeck, Tanja Schwerdorf (online bis 28. Januar 2024).

## Multimediales
- Vortrag „Sprache, Dienste und Kultur des Internet“, 1998 (MP3)
- Vortrag „Geschichte des CCC und des Hackertums in Deutschland“, 1998 (MP3)
- Wau Holland im Gespräch mit dem Saarländischen Rundfunk, Chaosradio, 1998
- Video „Komplexität & Management – Ein Beitrag zum „Hamburger Dialog“ im Congress Centrum Hamburg“, Chaosradio, 2000
- Walter van Rossum: Der Hacker Wau Holland oder der Kampf ums Netz. Deutschlandfunk, Dossier, 1. Februar 2013. dradio.de: Text der Sendung (8. Juni 2014)